# Giovanni Chiassi

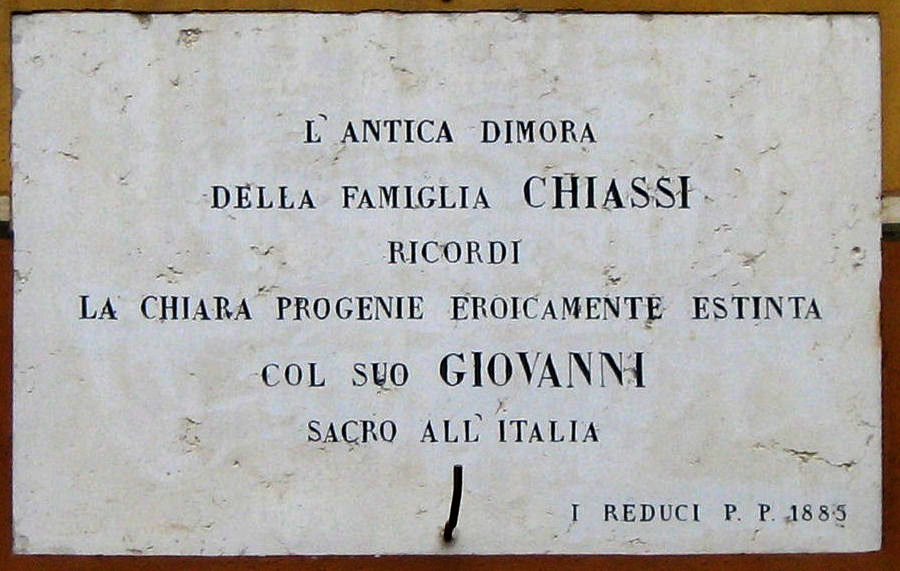
Castiglione delle Stiviere, lapide commemorativa

Giovanni Chiassi (Mantova, 15 gennaio 1827 – Locca, 21 luglio 1866) è stato un patriota, militare e politico italiano.

## Biografia
Figlio di Gaetano, magistrato, e di Giuseppina Magnaguti, Giovanni Chiassi era il rampollo di un'agiata famiglia da poco trasferitasi a Mantova e proveniente da Castiglione delle Stiviere.
Avviato agli studi di ingegneria, ben presto venne a contatto con le idee mazziniane, divenendo repubblicano e massone. Nel corso della Prima guerra d'indipendenza, il 24 aprile 1848, combatté a Governolo.
A soli 17 anni si recò a Roma per difendere la Repubblica Romana agli ordini di Garibaldi che seguirà nella successiva fuga, fino a San Marino.
Nel 1852 partecipò alla congiura mantovana che porterà alla feroce repressione ordinata dal maresciallo Radetzky. Chiassi, condannato a morte in contumacia, riuscì a fuggire in Svizzera e, poi, in Inghilterra.
Rientrò a Mantova dopo l'amnistia concessa dall'Austria e nel 1857, presso lʼuniversità di Pavia conseguì la laurea, con onore e lode, in ingegneria civile.
Allo scoppio della seconda guerra di indipendenza si arruolò nei Cacciatori delle Alpi con il grado di capitano.

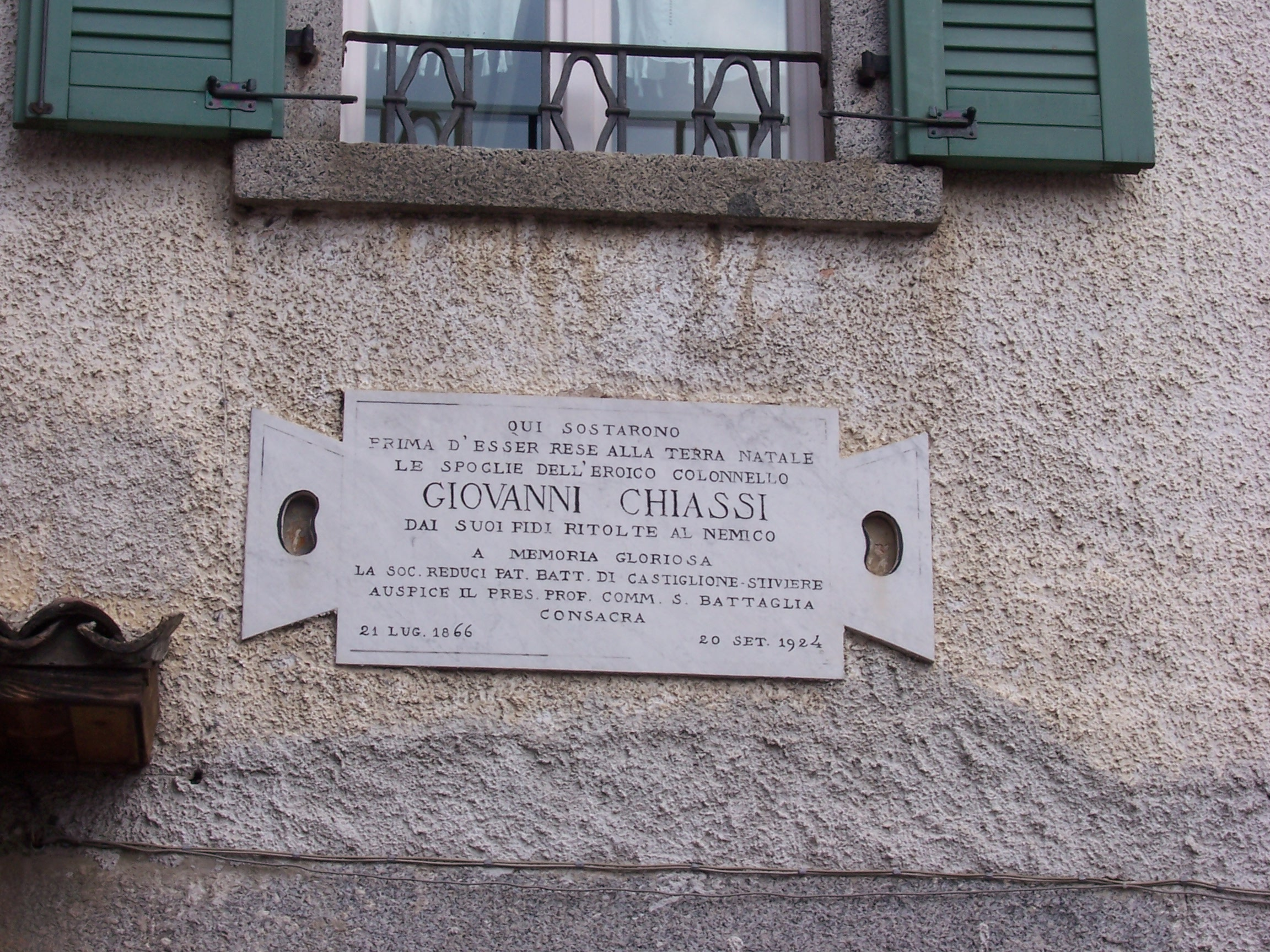
Lapide a Bezzecca

Durante la battaglia di San Fermo, si rese protagonista di un'azione ardita, quando presidiando una mulattiera secondaria con una mezza dozzina di Carabinieri genovesi, decise di impegnare un'intera colonna austriaca, che tentava di aggirare lo schieramento garibaldino per prenderlo alle spalle, riuscendo a fermarla fino all'arrivo dei rinforzi.
Nel luglio 1860 raggiunse Garibaldi in Sicilia, in tempo per partecipare allo sbarco sulle coste calabre e distinguersi nell'attacco che, nella notte tra il 21 e 22 luglio, portò alla conquista-lampo di Reggio Calabria, meritandosi i gradi di tenente colonnello. Fu nominato capo di Stato Maggiore divisionale dellʼEsercito meridionale, ma nel 1861 rientrò a Mantova. Nel 1862 partecipò alla spedizione conclusasi in Aspromonte. È importante ricordare che in quest'occasione Chiassi, il 3 luglio 1862 a Palermo, fu affiliato alla massoneria di rito scozzese (nella Loggia "I Rigeneratori del 12 gennaro 1848 al 1860 Garibaldini", della quale era Maestro Venerabile Emanuele Sartorio) insieme agli altri componenti dello Stato Maggiore garibaldino (Giacinto Bruzzesi, Francesco Nullo, Enrico Guastalla, Giuseppe Guerzoni, Pietro Ripari, Giovanni Basso, Giuseppe Nuvolari, Gustavo Frigyesi ed altri ufficiali): fu lo stesso Garibaldi, nella veste di Gran Maestro, a firmare la proposta di ammissione regolare «ai misteri dell'Ord:. M:. in alcune delle RR:. LL:. poste sotto l'O:. di Palermo». «A tal fine e con gli alti poteri a me conferiti – aggiungeva – gli dispenso dalle solite formalità».
Nel 1865 venne eletto deputato, ma allo scoppio della terza guerra di indipendenza, lasciò il parlamento per nuovamente unirsi alle truppe garibaldine, assumendo il comando del 5º Reggimento del Corpo Volontari Italiani.
Il colonnello Chiassi morì nel disperato tentativo di difendere l'abitato di Locca, nella prima fase della battaglia di Bezzecca. Pur ferito ad una coscia, Chiassi incitava il suo reggimento a contrastare ad oltranza l'avanzata delle preponderanti forze austriache, partecipando personalmente al combattimento. Una fucilata lo colpì in pieno petto ed il conterraneo medico Giovanni Buzzacchi, accorso ad assisterlo, subito comprese che la gravità della ferita non gli avrebbe lasciato scampo. Erano le 7.00 del 21 luglio 1866 e la notizia si diffuse rapidamente.
Abituati a averlo sempre alla loro testa in ogni attacco, con un coraggio che spesso sfiorava la temerarietà, i garibaldini si erano convinti che il loro comandante fosse protetto da una superiore immunità; saperlo colpito a morte, portò lo scompiglio tra le file garibaldine che lasciarono Locca, ritirandosi in disordine verso Bezzecca.  Alcuni commilitoni tentarono di trasportare Chiassi, ormai agonizzante, verso valle, ma il rincalzare degli austriaci li costrinse ad abbandonarne il corpo lungo il percorso. Fu decorato alla memoria della medaglia d'oro al valor militare e, in sua memoria, la cittadinanza castiglionese eresse un monumento che lo raffigura, inaugurato il 23 luglio 1871 con un discorso di Giuseppe Guerzoni.

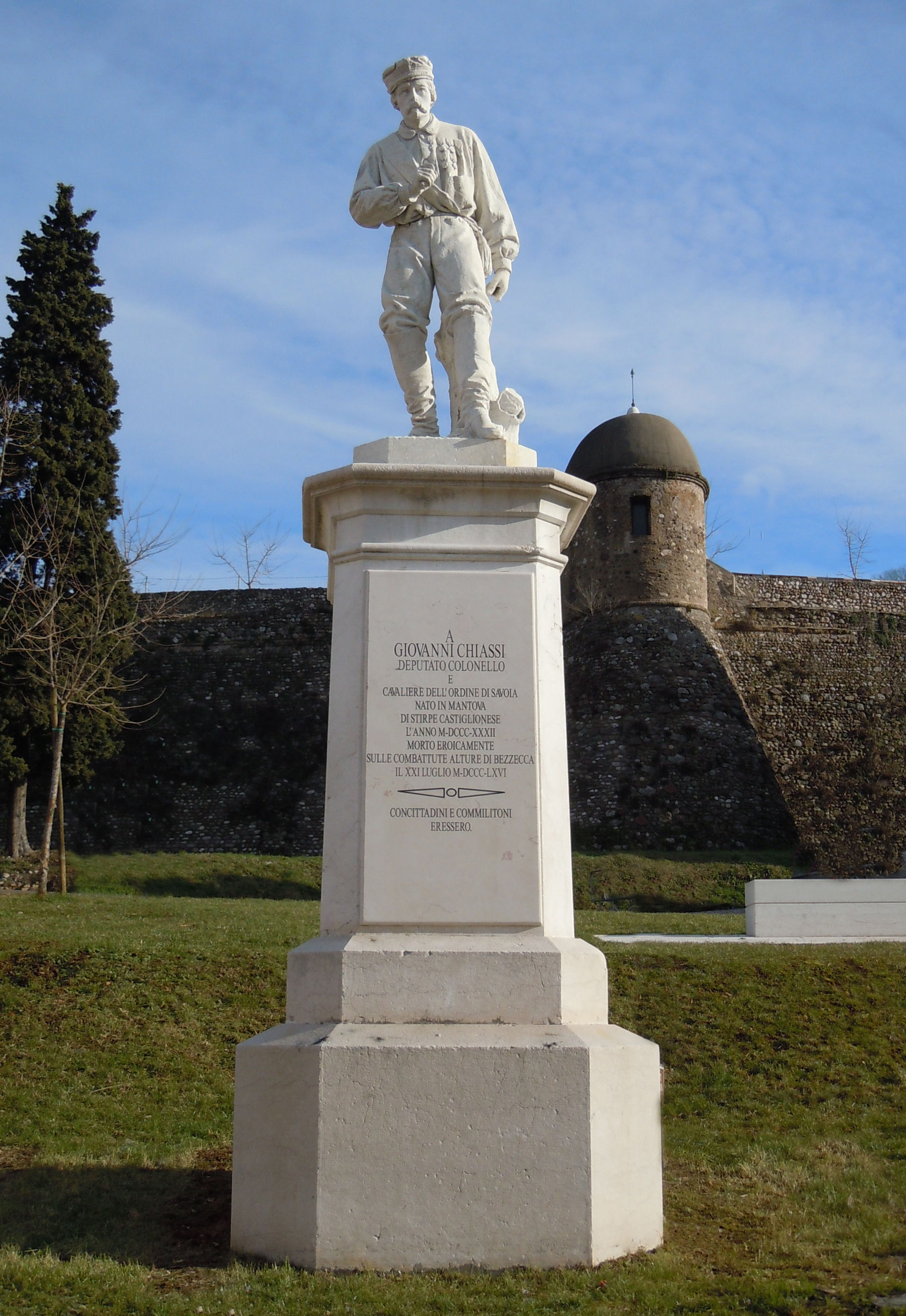
Monumento a Castiglione delle Stiviere